# 떠도는 남자
떠도는 남자(No Land′s Man)는 인도에서 제작된 모스타파 파루키 감독의 2021년 미스터리, 서스펜스, 범죄, 멜로/로맨스 영화이다.
2021년 10월 6일부터 10월 15일까지 개최된 제26회 부산국제영화제에서 "우연과 상상" 부문에서 수상했다.